# Schwerinsburg
El Castillo de Schwerins (en alemán: Schwerinsburg) es el más grande de los tres castillos en la ciudad de Windhoek, capital del país africano de Namibia. Hoy en día es la residencia privada del embajador de Italia en Namibia.
Durante la época de la construcción de Alte Feste en 1890 la torre de Schwerinsburg fue construido por Curt von François, comisionado de Alemania para el África sudoccidental. En 1904 las Schutztruppe (las fuerzas coloniales alemanas) lo vendieron al arquitecto Wilhelm Sander que lo convirtió en un jardín de la cerveza y lo llamó Sperlingslust.
En 1913 Hans Bogislav Graf von Schwerin, compró el edificio de Sander e hizo arreglos para convertirlo en un castillo. Fue nombrado después Schwerinsburg en honor de su nuevo propietario.